# سالا، لتونی
سالا (به لاتین: Sala) یک روستا در لتونی است که در شهرداری سالا واقع شده‌است. سالا ۱٬۵۴۱ نفر جمعیت دارد.